# Neville Francis Fitzgerald Chamberlain
Sir Neville Francis Fitzgerald Chamberlain (13 de enero de 1856 – 28 de mayo de 1944) fue un oficial de la Marina Real británica, y después Inspector-General de la Royal Irish Constabulary, de lo cual dimitió a consecuencia del Alzamiento de Pascua de Irlanda en 1916. Es también conocido por ser el creador del snooker mientras servía en Jubbulpore (Jabalpur), India, en 1875.

## Primeros años
Chamberlain nació en una familia prominentemente militar, hijo de Charles Francis Falcon Chamberlain y sobrino de Neville Bowles Chamberlain, Fue educado en la Escuela de Brentwood y en el Royal Military College de Sandhurst.

## Carrera militar
Chamberlain fue comisionado como subteniente en el Regimiento de Devonshire el 9 de agosto de 1873 y ascendido a teniente el 9 de agosto de 1874. En 1878, durante la segunda guerra anglo-afgana, se unió al personal del mariscal de campo Sir Frederick Roberts, comandante en jefe del ejército británico en Afganistán. Fue herido levemente en la batalla de Kandahar. Sirvió con Roberts en Ootacamund entre 1881 y 1884. Fue ascendido a capitán el 9 de agosto de 1885, a comandante honorífico el 7 de noviembre de 1885 y a teniente coronel honorífico el 1 de julio de 1887.
En 1890 se convirtió en secretario militar del Gobierno de Cachemira. Fue ascendido a coronel honorífico el 6 de enero de 1894, mientras que su rango real seguía siendo el de capitán. La promoción real a comandante siguió el 9 de agosto de 1894, y la promoción a coronel se hizo efectiva el 6 de febrero de 1899, cuando fue nombrado coronel del Estado Mayor en Delhi.
Tras el estallido de la segunda guerra bóer, lord Roberts había sido nombrado comandante en jefe de las fuerzas británicas en Sudáfrica. Chamberlain se unió a lord Roberts en Sudáfrica en diciembre de 1899, como "Primer ayudante de campo y secretario privado", y fue muy elogiado por Roberts en los despachos de la guerra (despacho del 31 de marzo de 1900). Fue nombrado compañero de la Orden del Baño (KCB) en 1900.

## Royal Irish Constabulary
En 1900, Chamberlain fue nombrado inspector general de la Royal Irish Constabulary (RIC), la fuerza policial armada de toda Irlanda, excepto Dublín. La fuerza estaba bajo el control directo de la Administración irlandesa en el Castillo de Dublín. Fue responsable de la recopilación de inteligencia y del mantenimiento del orden, y fue visto como los "ojos y oídos" del gobierno. Renunció formalmente al Ejército el 1 de noviembre de 1901. Fue nombrado Caballero Comandante de la Orden del Baño (KCB) durante una visita real a Irlanda en agosto de 1903, Caballero Comandante de la Real Orden Victoriana (KCVO) en 1911 y Caballero de Grace en la Venerable Orden de San Juan en abril de 1914, y recibió la Medalla de la Policía del Rey en los Honores de Año Nuevo de 1915. Los años de Chamberlain en el RIC coincidieron con el surgimiento de una serie de organizaciones políticas, culturales y deportivas con el objetivo común de afirmar la separación de Irlanda del Reino Unido, que a menudo se denominó colectivamente Sinn Féin, que culminó en la formación de los Voluntarios irlandeses en 1913.
En informes al Secretario Principal de Irlanda, Augustine Birrell, y al Subsecretario, Sir Matthew Nathan, Chamberlain advirtió que los Voluntarios se estaban preparando para organizar una insurrección y proclamar la independencia de Irlanda. Sin embargo, en abril de 1916, cuando Nathan le mostró una carta del comandante del ejército en el sur de Irlanda sobre un esperado desembarco de armas en la costa suroeste y un levantamiento planeado para la Pascua, ambos estaban "dudosos de si había fundamento del rumor ". El Alzamiento de Pascua comenzó el lunes de Pascua, 24 de abril de 1916, y duró seis días, terminando solo cuando gran parte de la calle O'Connell había sido destruida por fuego de artillería. Aunque la Comisión Real de la Rebelión de 1916 (la comisión Hardinge) despejó al RIC de cualquier culpa por el Alzamiento, Chamberlain finalmente se vio obligado a dimitir tras las continuas críticas sobre la administración del cuerpo de policía que dirigía.

## Vida tardía
Después de su retiro, vivió en Ascot, Berkshire, Inglaterra. El 19 de marzo de 1938 fue publicada una carta en el periódico The Field que afirmaba que Chamberlain fue el inventor del snooker en el transcurso de la segunda guerra anglo-afgana, siendo oficial del decimoprimero Regimiento de Devonshire en Jubbulpore (Jabalpur), India en 1875. El autor de dicha carta, Compton Mackenzie, confirmó esta afirmación en otra publicación, en este caso de The Billiard Player, en 1939, y esto ha sido aceptado desde entonces.

El Oxford Dictionary of National Biography describe las circunstancias en las que surgió el nuevo juego:
Mientras servía en Jubbulpore en 1875, Chamberlain desarrolló una nueva variación del billar al introducir bolas de colores en el juego. Fue apodado snooker, un apodo despectivo dado que se usaba para designar a los cadetes de primer año que estudian en la Real Academia Militar de Woolwich del que Chamberlain había oído hablar por un joven subalterno de la Artillería Real. Más tarde, Chamberlain le respondió a un compañero que no había logrado meter una bola de color: "¿Por qué eres un snooker habitual?". Mientras explicaba el término a sus compañeros oficiales, Chamberlain, para calmar al oficial en cuestión, comentó que todos eran "snookers en este juego" y que el nombre de snooker o billar de snooker se convirtió en su nombre habitual.
Chamberlain murió el 28 de mayo de 1944 con la edad de 88 años.